# Latte Art
Latte Art (von italienisch latte ‚Milch‘ und englisch art ‚Kunst‘) nennt man die kreative Gestaltung der Milchschaumoberfläche von Espresso-Getränken mit graphischen Motiven wie Blättern, Blumen, Herzen, abstrakten geometrischen Motiven u. v. m. Meist gestaltet die Latte Art ein Barista. Es werden auch regelmäßige Meisterschaften in der Zubereitung von Latte Art ausgetragen.

## Herstellung
Die Latte Art wird entweder durch geschicktes Gießen der Milch erzeugt (durch Ausnutzen der Strömungskraft des Milchschaumes beim Eingießen) oder durch die Benutzung von Hilfsmitteln wie Schablonen, Schokoladensoßen und Stiften, teilweise auch durch eine Kombination aus beiden Varianten.

### Zubehör
Für die Milchschaumkunst werden folgende Utensilien benötigt: Espressomaschine oder -kanne, Milchaufschäumer, Milchkännchen mit Tülle und eine Tasse/Glas. Bei komplexen Mustern werden oftmals größere Tassen/Gläser verwendet, um genügend Platz für die Verzierungen zur Verfügung zu haben. Für besonders feine Strukturen wird teilweise zusätzlich eine Nadel (Latte Art Pen/Penna barista) verwendet, mit welcher die Muster in die Crema fein eingezeichnet werden können. Diese Technik wird von Kritikern allerdings oftmals als Zeichen mangelnder Professionalität gedeutet.

### Zubereitung
Besonders wichtig ist die passende Konsistenz, Dichte und Temperatur des Milchschaums und der Crema des Espressos. Hierbei spielen die konkret verwendete Milch und ihr Fettgehalt eine erhebliche Rolle. Beispielsweise verhält sich ein Milchersatzprodukt auf Haferbasis sowohl bezüglich der optimalen Schäumtemperatur als auch der Gießbarkeit anders als eine typische Kuhmilch mit 3,8 % Fett. Aber auch zwischen Kuhmilch mit 3,8 % und 1,5 % Fett lassen sich Unterschiede in der Handhabung feststellen. Für das Aufschäumen eignet sich der Milchaufschäumer einer Espressomaschine sehr gut. Man unterteilt hier in die Phasen "Ziehen" (Luft wird in die Milch gepresst) und "Rollen" (die Luft wird homogen in der Milch verteilt).  Nach dem Umfüllen in ein Kännchen wird der Milchschaum auf den Espresso gegossen. Hierbei taucht der Schaum kurz in den Espresso ein und anschließend wieder auf. Entscheidend ist, dass der Schaum unter die Crema gelangt. Die professionelle Technik verlangt viel Übung und ist durch den richtigen Wirbel beim Eingießen der Milch in den Kaffee gegeben. Die dekorativen Muster entstehen dabei also durch Bewegung des Milchschaumes.

## Bildergalerie

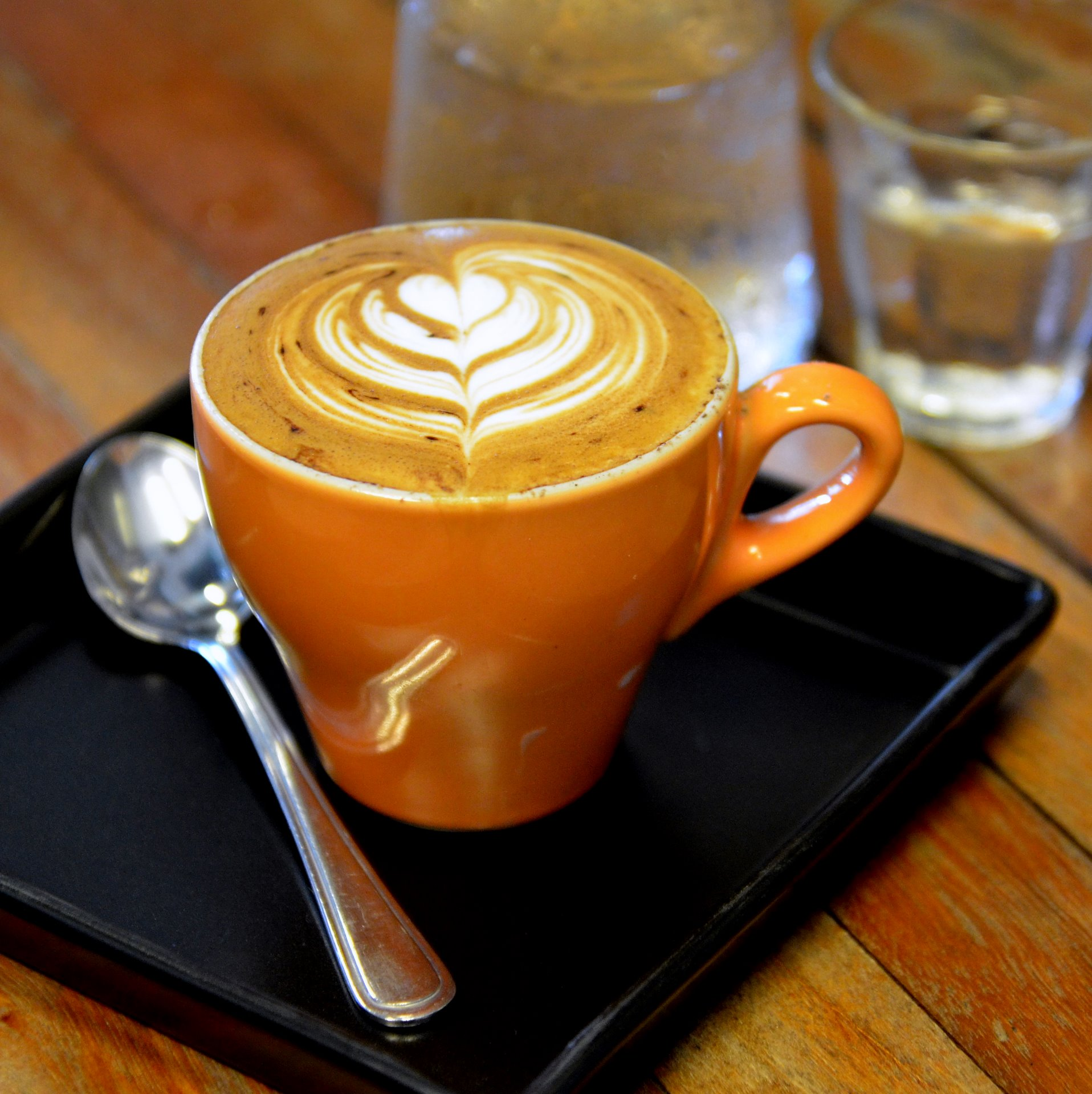
Eine Blume, ein sehr beliebtes Motiv
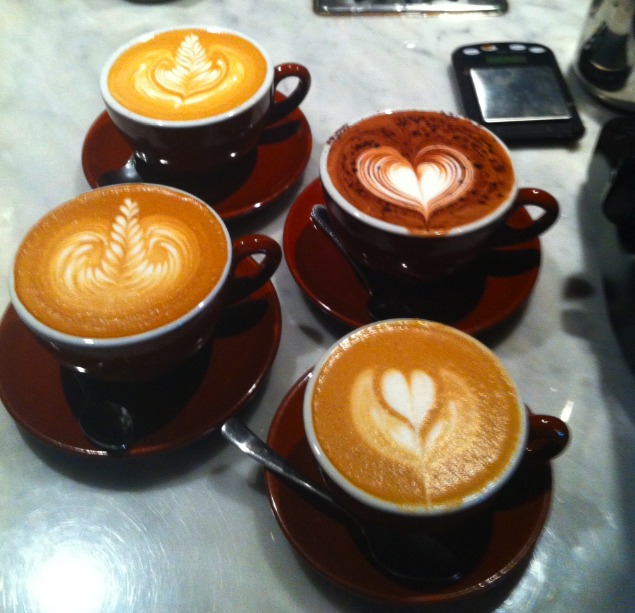
Verschiedene Beispiele von Latte Art
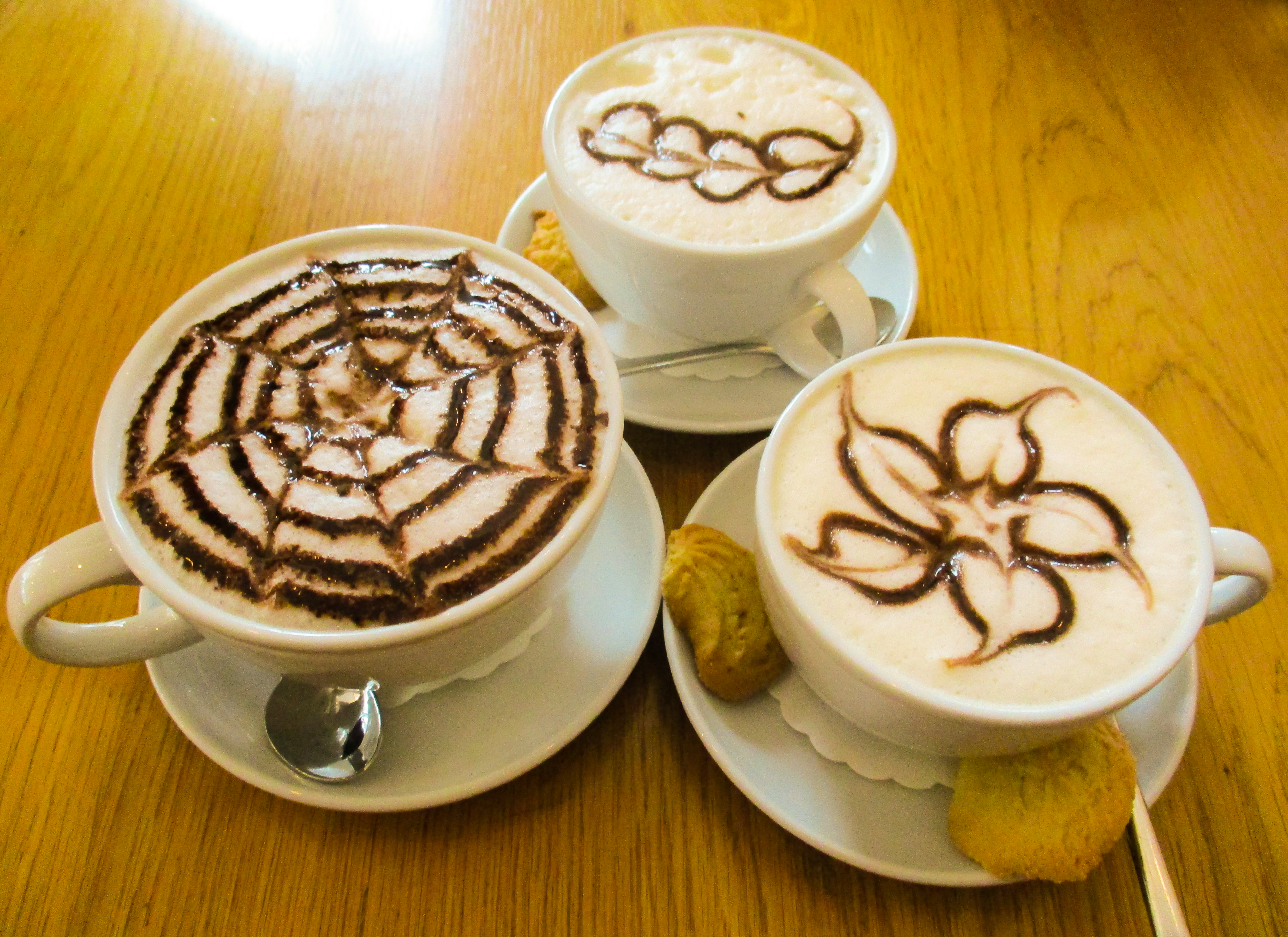
Latte Art, diverse Verzierungen auf dem Milchschaum eines Heißgetränks
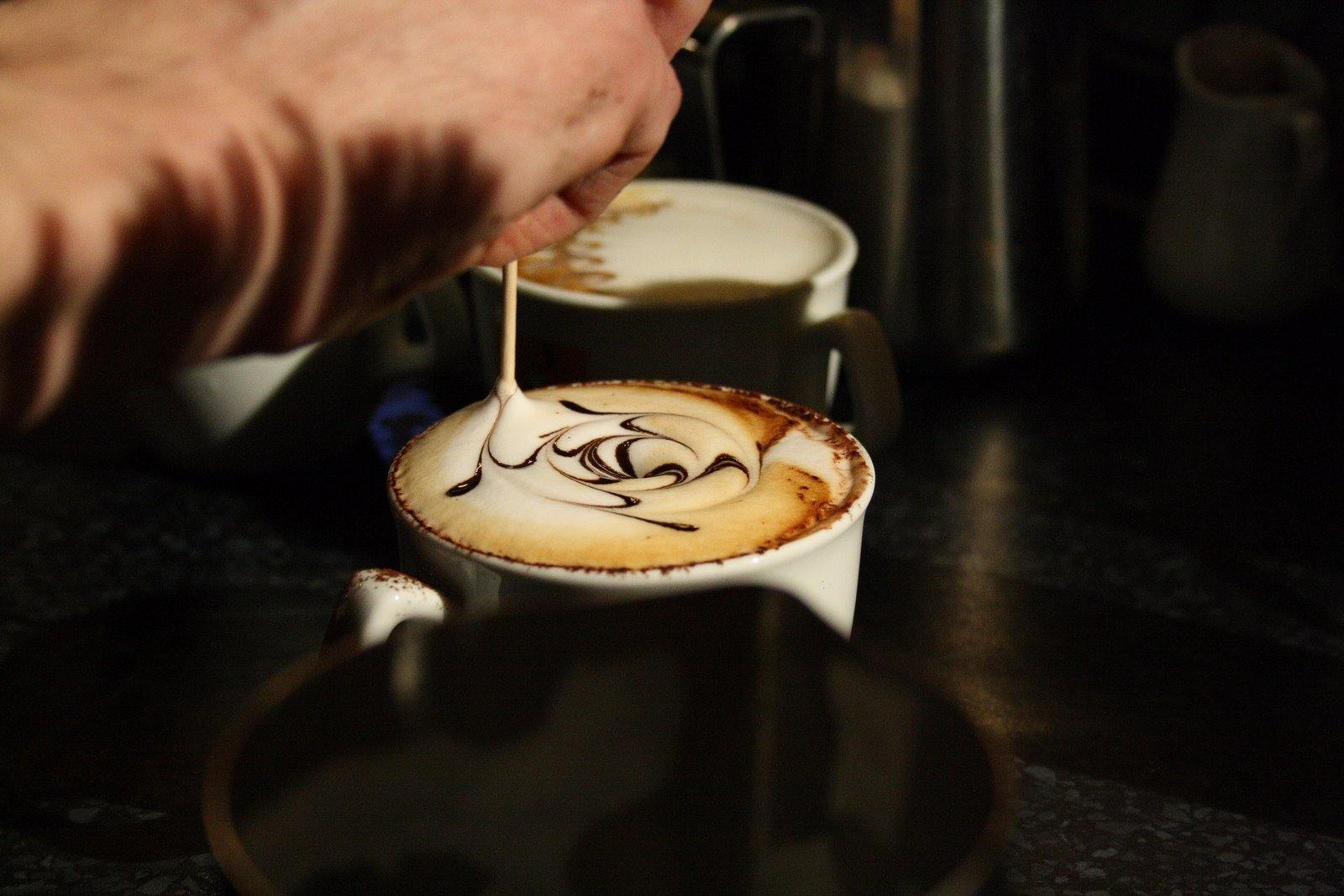
Herstellung einer geometrischen Figur mittels Schokoladensoße und eines Stabs